# Torre Mangeri
La Torre Mangeri è un edificio storico di Casalmoro, in provincia di Mantova.

## Storia

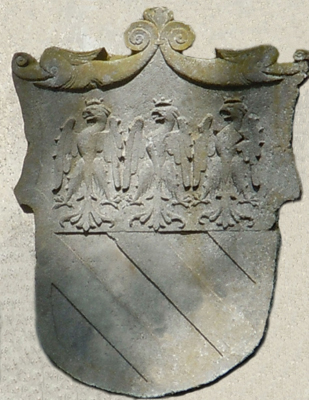
Stemma della famiglia Mangeri collocato sulla torre

Nei primi giorni sul 1454 la Serenissima Repubblica di Venezia invase il territorio mantovano affidando il comando a Giovanni della Massa, che forzò il blocco presidiato dai Gonzaga il 17 Gennaio 1454.
Casalmoro, comune soggetto ad Asola, subì diversi danni con la distruzione del suo vecchio maniero, edificato dai Gonzaga nel 1419, oltre alla demolizione delle torri e dei cascinali edificati dai Visconti lungo la confinale Fossa Magna: tra queste la rocca edificata dai Visconti nel 1362, usata come granaio e presidio doganale.
A ricordare questa partecipazione di resistenza e di fedeltà è lo stesso doge Francesco Foscari nella sua Ducale del 15 Luglio 1454 inviata al Gran Consiglio dei 40 Nobili Asolani, quando premiava anche la fedeltà dei casalmoresi garantendo loro la ricostruzione della rocca con un presidio militare. Si concordava anche un governo locale con due deputati pubblici delegati, di rango nobile, che potessero partecipare anche al Gran Consiglio di Asola.
Nel 1458 la Repubblica di Venezia decise di fortificare la città di Asola per trasformarla in una grande e solida fortezza di confino, mentre i borghi a lei soggetti, (Casalpoglio, Acquafredda, Casalmoro, Casaloldo, Piubega), dovevano edificare nuove rocche per poter ospitare dei presidi militari permanenti.
Nel 1461 fu ricostruita la nuova rocca sul confine bresciano lungo la Fossa Magna, che nasceva alle "Bocche" (Carpenedolo) e questa sarà denominata dai casalmoresi "Casot" in forma dispregiativa, perché il presidio militare doveva vivere e bivaccare in tende sul prato e non alloggiato.
Questa rocca fortificata successivamente fu munita di un più ampio e profondo fossato perimetrale alimentato con le acque della Fossa Magna attraverso una chiusa "serradore", oltre a creare un piccolo ponte levatoio.
Attorno al 1475 si cercò di bonificare nuovo terreno nella golena del fiume Chiese che permetterà lo sviluppo dell’attuale centro abitato di Casalmoro sul lato Nord-Ovest della rocca, che si spostava per varie ragioni di sicurezza dall'isolato luogo dove stava la Pieve di San Faustino e Giovita.
Lo stemma che si trova sul cornicione della gronda ci dice che appartenga ai nobili Mangeri, mentre si menziona un certo notaio e capitano Raphael de Bertucci (Bertuzzi) di Corte Bertuzzi (Castelgoffredo) arrivato per ordine dei Gonzaga a seguito della nuova occupazione. Questo nobile capitano sarà poi incaricato di governare una seconda rocca posta lungo il Naviglio nei pressi di Corte Cà di Marco.
Il 15 Ottobre 1482 i Gonzaga rioccuparono Casalmoro e l'intero territorio e fu posta in stato d'assedio la vicina città di Asola con la partecipazione ed il tradimento del podestà bresciano Calzavaglia durante la notte del 29 Ottobre 1482.
Furono riparati i danni della rocca mentre la Chiesa di San Faustino fu privata dei suoi antichi benefici. In questo modo anche il comune di Casalmoro fu privato del suo presidio militare veneto che sostituiva il capitano Mangero con il suo fidato capitano Bertucci.
I Gonzaga, a spese della comunità, fecero restaurare anche i ruderi del suo vecchio castello edificato nel 1419, trasformandolo in un cascinale per soggiornarvi durante il periodo della caccia, oltre che riprendersi la proprietà, creando nuovi edifici sul lato Sud-Est trovandosi nei pressi della nuova rocca.
Nel 1543 la rocca fu ceduta al deputato Adrian Mangeri che rimarrà stranamente presente con uno stemma nobiliare fino ai giorni nostri, mentre non è inserito nella nobiltà asolana e lombarda negli inventari del 1823.

## Galleria d'immagini

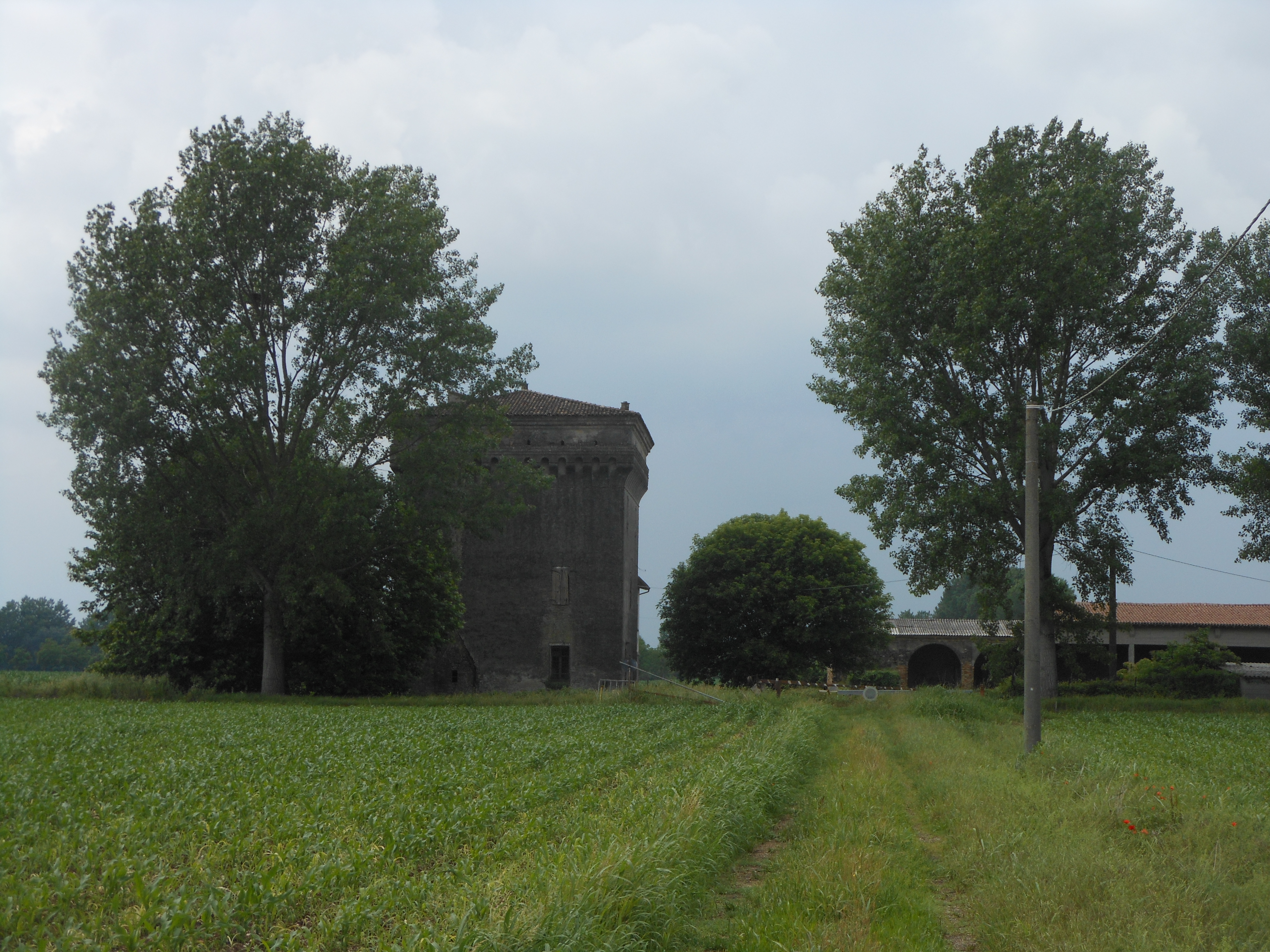
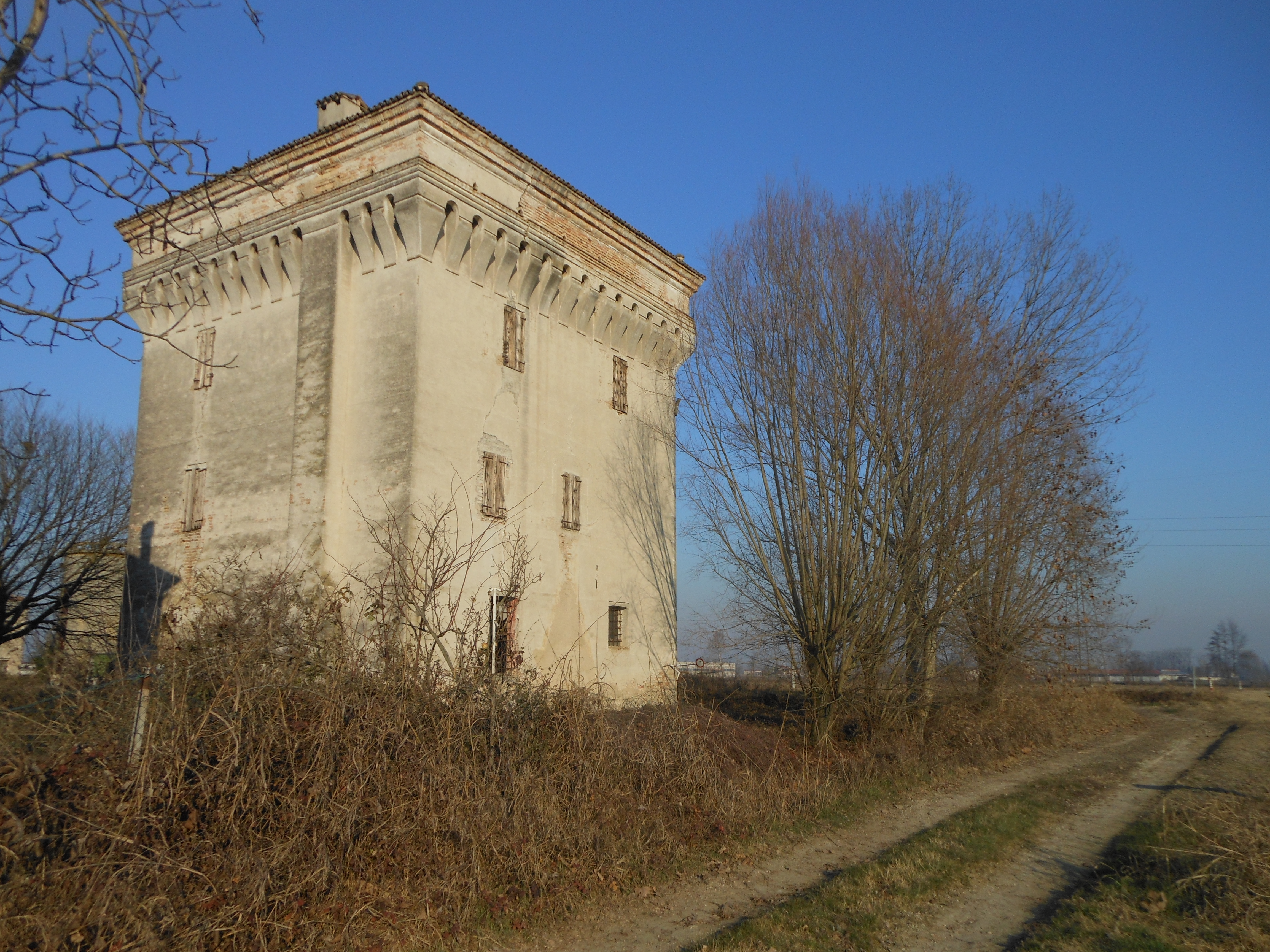
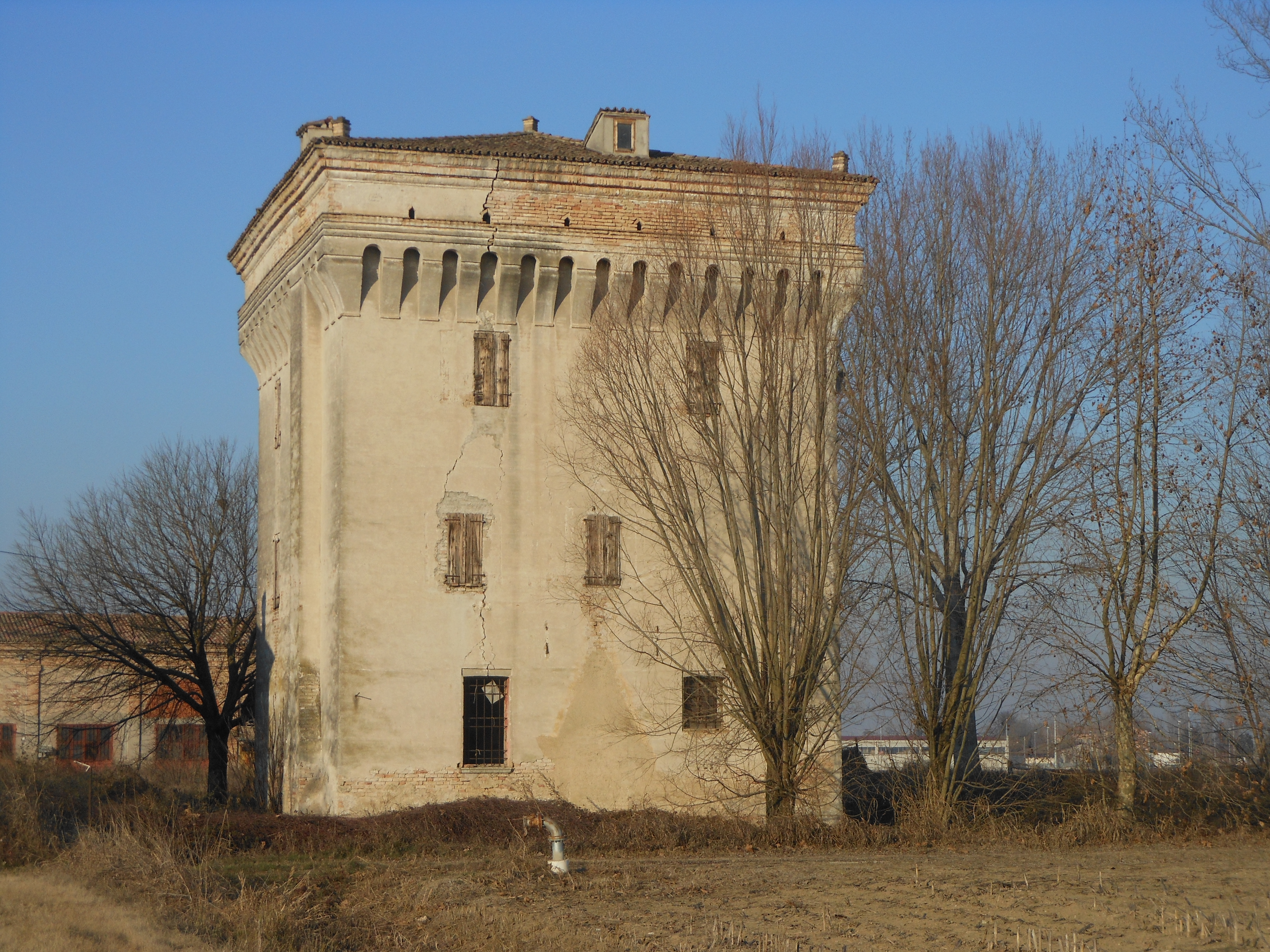
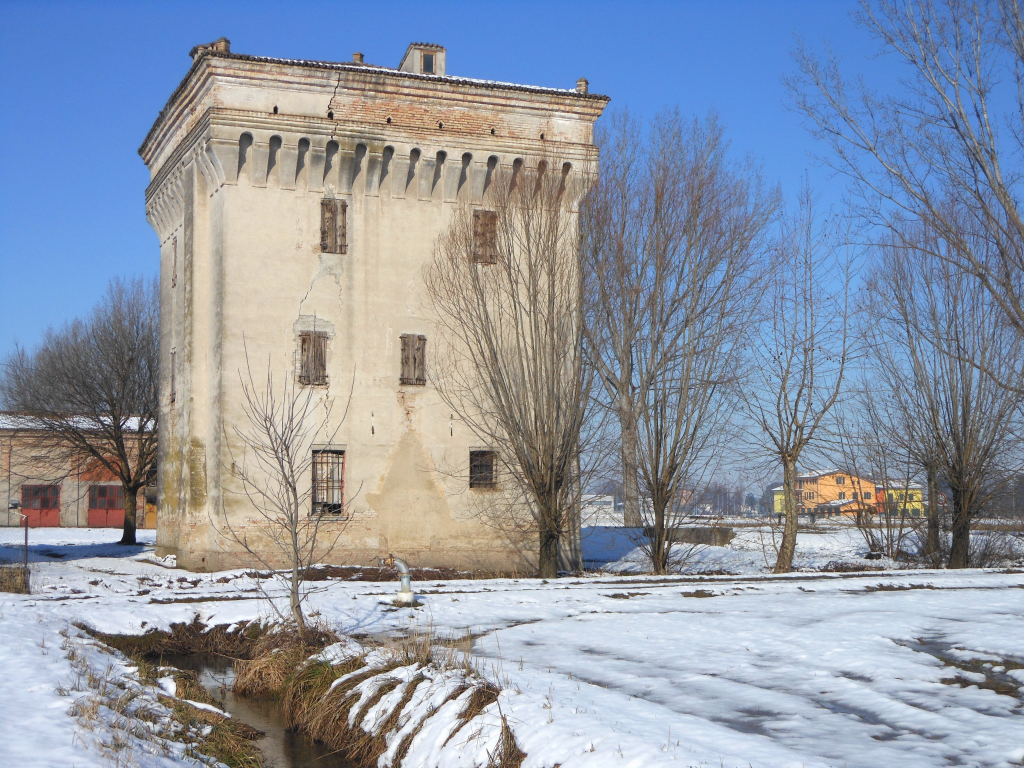
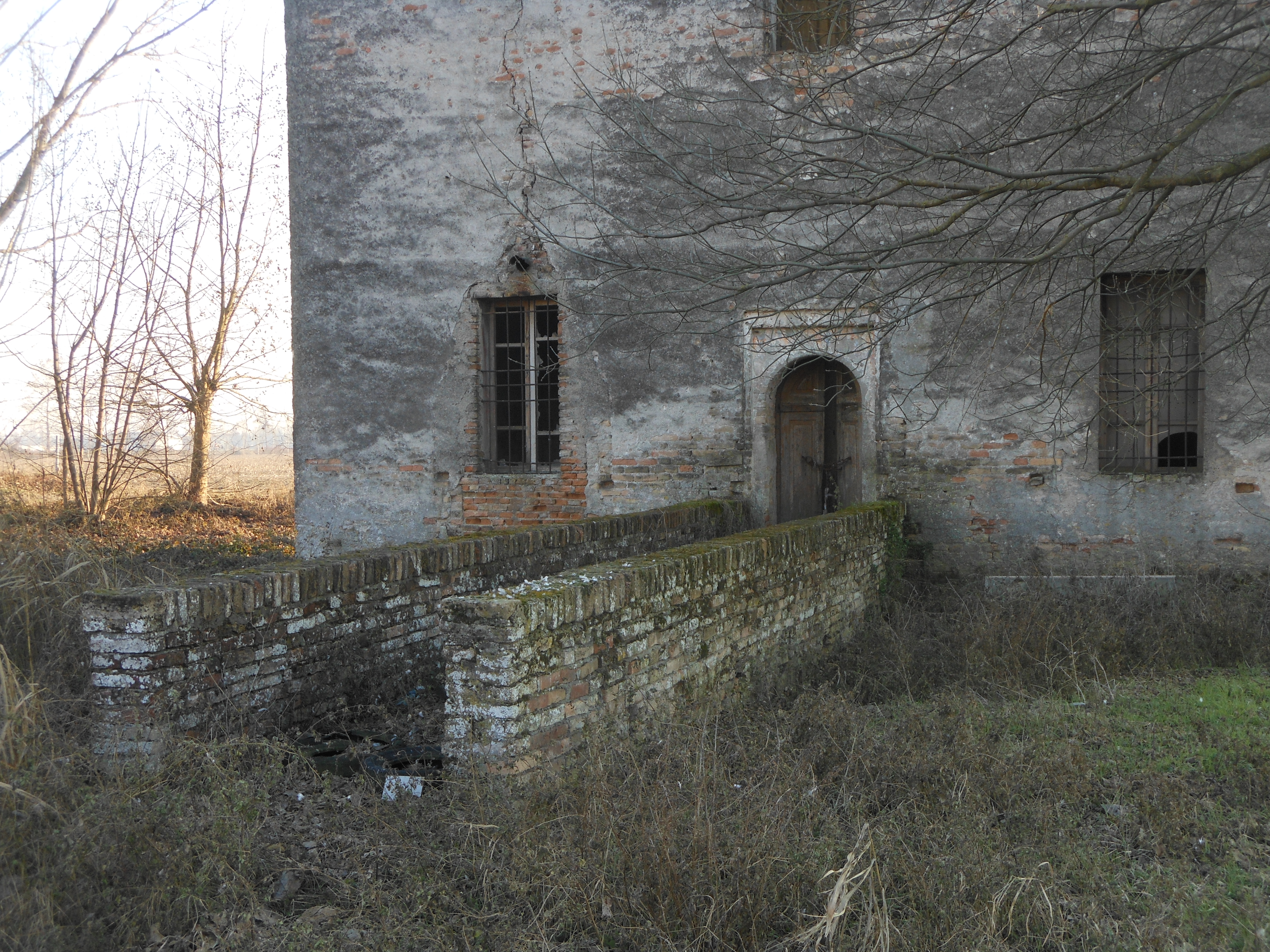